# Vyšné Strelecké pleso
Vyšné Strelecké pleso je ledovcové jezero ve skupině Streleckých ples ve Velké Studené dolině ve Vysokých Tatrách na Slovensku. Má rozlohu 0,0500 ha. Dosahuje maximální hloubky 0,6 m a objemu 85 m³. Leží v nadmořské výšce 2013 m, což je paradoxně níže než Nižné Strelecké pleso. Vyšné je označované z toho důvodu, že leží dále od ústí doliny.

## Okolí
Jihozápadně od plesa se zvedá Strelecká veža. Na severu stoupá Strelecká kotlina k Priečnemu sedlu. Na jihu se pod ním nachází skalní práh, pod kterým je nižší stupeň Velké Studené doliny.

## Vodní režim
Pleso nemá povrchový přítok ani odtok. Náleží k povodí Streleckého potoka, který se na povrchu objevuje až níže pod plesem.

## Přístup
Pleso není veřejnosti přístupné. Ve vzdálenosti 300 m od něj prochází  žlutá turistická značka z Téryho chaty na Zbojníckou chatu, která je přístupná každoročně v období od 16. června do 31. října.